# Häsbosjön
Häsbosjön är en sjö i Ovanåkers kommun i Hälsingland och ingår i Ljusnans huvudavrinningsområde. Sjön är 23 meter djup, har en yta på 2,46 kvadratkilometer och är belägen 312 meter över havet. Sjön avvattnas av vattendraget Frösteboån. Vid provfiske har bland annat abborre, elritsa, gers och röding fångats i sjön.

## Delavrinningsområde
Häsbosjön ingår i det delavrinningsområde (677662-150930) som SMHI kallar för Utloppet av Häsbosjön. Medelhöjden är 339 meter över havet och ytan är 9,87 kvadratkilometer. Det finns inga avrinningsområden uppströms utan avrinningsområdet är högsta punkten. Frösteboån som avvattnar avrinningsområdet har biflödesordning 3, vilket innebär att vattnet flödar genom totalt 3 vattendrag innan det når havet efter 117 kilometer. Avrinningsområdet består mestadels av skog (67 procent). Avrinningsområdet har 2,46 kvadratkilometer vattenytor vilket ger det en sjöprocent på 24,9 procent.

## Fisk
Vid provfiske har följande fisk fångats i sjön:
- Abborre
- Elritsa
- Gärs
- Röding
- Sik
- Stensimpa
- Öring